# Социальная ингибиция
Социальная ингибиция (лат. inhibere — останавливать, сдерживать; англ. inhibition) — понижение эффективности производимых действий индивида в присутствии посторонних зрителей. Наблюдатели могут быть реальными или воображаемыми. Феномен тесно связан с эффектом фасилитации, который имеет полностью противоположный механизм воздействия, поэтому зачастую исследователи рассматривают оба эффекта неотрывно друг от друга.

## История изучения
Первое исследование в области воздействия наблюдателей на поведение и психику личности провёл американский психолог из Института Индианы Норман Триплет: будучи любителем велогонок, он первый обратил внимание на то, что спортсмены-велосипедисты демонстрируют лучшее время, участвуя в групповых состязаниях, тогда как в одиночных гонках те же спортсмены показывали худшие результаты. Чтобы найти подтверждение своей догадке, Триплет провел эксперимент, в котором участвовали дети. Им было предложено наматывать леску на катушку с максимально возможной скоростью. С этим простым заданием участники справлялись быстрее при присутствии наблюдателей. Так, проведя дополнительные исследования, Триплет пришёл к выводу, что наличие соперника способствует высвобождению скрытой энергии, недоступной в обычных условиях. В исследованиях других учёных установлено, что при наличии наблюдателей испытуемые эффективнее совершают простые действия. Однако ряд последующих экспериментов выявил, что зрители не обязательно положительно влияют на выполнение работы, более того, определённый процент наблюдений показал, что наличие посторонних наблюдателей, напротив, негативно влияет на качество выполняемой испытуемыми деятельности.
Намного позже социальный психолог Роберт Зайонц, выдвинувший принципиально новую теорию активации, предположил, что оба феномена активируются благодаря возбуждению. В частности, он установил, что эффекты социальной ингибиции проявляются при решении интеллектуально сложных вопросов, эффективность исполнения простых действий лишь стимулируется наличием наблюдателей, в то время как во время работы над сложными задачами с неочевидными решениями возможность ошибки повышается. Усиление доминирующей реакции происходит в обоих случаях из-за возбуждения. Зайонц вместе с помощниками провёл около трехсот исследований с десятками тысяч добровольцев и подкрепил свою теорию практическими данными.
В 1969 году Зайонц, Хайнгартнер и Герман провели эксперимент на тараканах с целью изучить социальное влияние на работоспособность. Ученые построили ярко освещенный лабиринт с отсеками для наблюдения, куда помещались особи. Было замечено, что тараканы пробегают лабиринт быстрее при наличии зрителей. Однако при усложнении условий, эффект оказался обратным, присутствие других снижало продуктивность. Такой феномен может быть объяснен тем, что при выполнении легких заданий требуется реализация устойчивых реакций, когда как сложные препятствуют проявлению новых. В 2020 году немецкие социальные психологи Эмма Халфманн, Джейн Бредехофт и Ян Александр Хаузер повторили эксперимент с тараканами, при этом добавив статистический анализ в свою работу для проверки взаимосвязи между сложностью задачи (лабиринт считался сложной задачей, прямая дорожка — легкой) и наличию аудитории (выполнение задачи при других 40 особях или в одиночку). Каждая особь выполняла задачу 10 раз, измерялось время прохождения и задержка начала, данные в конце усреднялись для каждой. В результате было установлено, что время затраченное на прохождение лабиринта было больше, чем для прямой дорожки. Также времени при наличии аудитории тратилось больше. Был также сделан важный вывод: нет взаимосвязи между присутствием аудитории и сложностью задачи. Это отвергло идею о социальной фасилитации и продемонстрировало социальную ингибицию.
Другие видные социальные психологи Бонд и Титус в 1983 году предоставили результаты мета-анализа 241 исследования, посвященных изучению эффектов влияния зрителей на выполнение задач. Хотя, в первую очередь, они изучали социальную фасилитацию, но социальная ингибиция неизбежно также затрагивается. Во-первых, Бонд и Титус пришли к выводу, что выполнение сложных задач усугублялось при наличии аудитории, понижалась скорость выполнения, но при выполнении легкого действия наоборот увеличивалась. Во-вторых, ухудшилась точность исполнения. Однако оказываемые эффекты невелики по сравнению с отсутствием аудитории, и в среднем показатели изменялись на 1-3 %.

## Факторы
Как правило, выделяют три основных фактора, влияющих на проявление социальной ингибиции:
- боязнь оценки — зрители способствуют возникновению тревоги из-за того, что нам небезразлично их мнение;

Николас Коттрелл вместе со своими коллегами повторил эксперимент с бессмысленными слогами Зайонца и Сэйлза на студентах, включив в среду наблюдателей. В одном случае наблюдателям закрывали глаза, в другом случае они просто смотрели на участников. Как итог: аудитория с закрытыми глазами никак не повлияла на испытуемых, тогда как вторая ситуация привела к изменению действий. Исследователи пришли выводу, что доминирующая реакция усиливается максимально, когда субъект подвержен оценке, или если он думает так.
- отвлечение внимания — если люди начинают задумываться о реакции аудитории или работе напарников, их внимание и правильность выполнения действий падает, тем самым развив гипотезу боязни оценки собственных действий;
- наличие наблюдателя — наблюдатель может стать раздражающим фактором и причиной проявления социальной ингибиции, сила реакции эффекта зависит от количества наблюдателей, степени их значимости для испытуемого, отношений в группе и степени заполненности зрителями помещения[1].

Что касается количества наблюдателей, то в 1968 году были опубликованы результаты интересного эксперимента, проведенного Дж. Дарли и Б. Латане. Они продемонстрировали социальную ингибицию помогающего поведения: процент желающих помочь уменьшался по мере роста числа зрителей инцидента. В данных условиях и конкретной работе субъективная компетентность подразумевает осознание индивидом способности помочь другому. В этом случае человек, компетентный в данной области, поможет независимо от количества и доступности зрителей. Однако, если индивид некомпетентен, он будет проявлять социальную ингибицию. Это может быть связано со страхом получить негативную оценку действий, прогнозированием оценки действий окружающими и волнением за саморепрезентацию.
В основном, последствия социальной ингибиции или социальной лени проявляются во время групповой работы.
Отдельно также можно отметить влияние следующих факторов:
- пол наблюдателя — эффект социального влияния на человека может усиливаться, если аудитория состоит из людей противоположного пола.
- уровень мастерства — феномен социальной ингибиции или социальной фасилитации может проявляться по-разному в зависимости от того, кем является индивид «новичком» или «профессионалом». Человеку нужно оттачивать свои навыки, при автоматическом выполнении задачи наблюдатели не будут оказывать значительного эффекта на результат.
- настроение — при плохом эмоциональном состоянии индивида эффект от присутствия наблюдателя будет негативно влиять на него.

## Критика и альтернативные точки зрения
В 2000-е годы получила популярность альтернативная гипотеза — модель отвлечения внимания — конфликта, согласно ей во время любой деятельности, за которой наблюдают, внимание индивида разрывается между аудиторией и контролем выполнения задачи. Подобное взаимодействие способно повысить возбуждение и улучшить либо ухудшить эффективность деятельности в зависимости от того, является ли знакомой задача человеку. Более того, сила феномена зависит от ряда причин.
Ещё одной альтернативным взглядом на вопросы социальной ингибиции является гипотеза перегрузки, согласно которой отвлекающие факторы ведут не к увеличению возбуждения, а к информационной или когнитивной перегрузке, во время которой у человека избыток информации в рабочей памяти. В отношении сложных задач производительность человека падает, так как он уделяет внимание посторонним факторам, теряя концентрацию на основной деятельности.

## Воздействие на науку
Феномен социальной ингибиции изучен не до конца и с завидной регулярностью привлекает внимание исследователей, регулярно проверяя и перепроверяя различные аспекты процесса. Последнее крупное исследование проводили в 2014 году, были изучены особенности социальной ингибиции у больных аутизмом. Пока в целом о феномене можно сказать наверняка, что его нельзя рассматривать отдельно от случаев, в которых он проявляется.

### Влияние на методики управления коллективом
Эффекты социальной ингибиции и фасилитации — одни из основных проблем методики управления коллективом. В коллективной работе значительную роль играет уровень развития группы. К примеру, наблюдение за высокоразвитыми как в психологическом, так и в социальном плане коллективами сказывается только положительно, особенно это касается сложных задач, имеющих разные варианты решения. То есть построение сильной команды является основным условием для работы с подобными задачами.

## В культуре
Различные деятели культуры и искусства регулярно неявно показывают явление социальной ингибиции. Например, в рассказе «Репетитор» Чехова гимназист-репетитор про себя сетует на присутствующего на занятии отца ученика: «Мешает, скотина, заниматься <…> Сидит над душой тут и надзирает. Терпеть не могу контроля!» У Оруэлла в романе «1984» описан эффект социальной ингибиции во всех сферах деятельности населения в результате всеобщей системы наблюдения. Ряд известных комедийных мультсериалов, таких, как «Симпсоны», «Гриффины» и «Южный парк» также используют феномен ингибиции в качестве сюжетных ходов для своих эпизодов.

## В спорте
Социальная ингибиция в спорте — это явление, когда спортсмены испытывают на себе негативное влияние присутствия аудитории, которое может проявляться в снижении самооценки и результативности. Исследователи уделяют много внимания данному феномену в разных видах спорта, с разными типами аудитории.
В 1982 году Майклз, Бломмел, Брокато, Линкус и Роу провели наблюдение за игроками в поло, имеющими разный уровень мастерства: высокий или средний. Исследователи вели подсчет заброшенных мячей игроком, а также наличие или отсутствие наблюдателей. Результаты показали, что более профессиональные спортсмены улучшали свои показатели, когда за ними наблюдала небольшая аудитория, когда как у посредственных игроков результативность снижалась при наблюдении. Таким образом, это может указывать на связь между уровнем мастерства и наличием наблюдателей: при плохо отработанных навыках показатели спортсмена падают, когда за ним наблюдают.
В 1993 году Мур и Брилински провели исследование баскетбольных матчей во время карантина по случаю вспышки кори, матчи проводились как с аудиторией, так и без. Первый анализ не выявил зависимости между результативностью спортсменов и присутствием аудитории. Однако во время второго анализа, который фокусировался на размере эффекта, исследователи пришли к мысли, что при отсутствии аудитории эффективность работы баскетбольной команды была выше.

### Хозяева поля
В изучении спорта часто затрагивается тема «хозяев поля». Считается, что спортсмены показывают лучший результат играя у себя дома, на них положительно влияет аудитория своей реакцией на игру. Значимый вклад в развитии этой концепции внесли Корнеи и Карроном (1992). Когда как освистывание аудиторией соперника может снизить эффективность такой команды.
В 2011 году Эптинг, Риггс, Ноулз, Хэнки опубликовали результаты своей работы, где изучили влияние различного поведения толпы (молчание, одобрительные возгласы, насмешки) на отдельных спортсменов в гольфе, бейсболе и баскетболе. Исследование является важным для данной сферы, так как использовалось систематическое манипулирование поведением аудитории. Ученые пришли к выводу, что эффект зависит от вида спорта. Питчеры в бейсболе наносили значительно меньше ударов при отсутствии поддержки зрителями. Игроки в гольф выступали лучше всего, когда аудитория молчала, и хуже, когда наблюдатели смеялись и аплодировали. В тоже время в баскетболе поведение толпы никак не повлияло на успех штрафных бросков.
Таким образом, важно отметить, что результаты могут варьироваться в зависимости от вида спорта, в том числе, например, от его принадлежности к динамичным (футбол, баскетбол) или статичным (шахматы, шашки и т. д.)
Весьма интересной является связь между социальной ингибицией спортсмена и пандемией COVID-19. Из-за ограничений было невозможно проводить очные спортивные соревнования, многие спортсмены тренировались онлайн, в одиночку, что могло привести к росту страха перед очными выступлениями перед незнакомыми зрителями.
Также во время пандемии выдалась хорошая возможность для исследователей посмотреть, как в домашних условиях, но без болельщиков выступит команда.
В 2020 году Фабиан Вундерлих , Матиас Вайгельт, Роберт Рейн, Даниэль Меммерт проанализировали 40 000 матчей, сыгранных как до пандемии, так и во время, при этом включая более 1000 профессиональных матчей без зрителей. Результаты показали, что доминирование «хозяев поля» значительно снижается при отсутствии зрителей. Однако само преимущество хозяев лишь незначительно снижается. Более того, было выявлено, что аудитория влияет и на поведение судей. При наличии домашней публики они применяли усиленные санкции в отношении соперников, когда как отсутствие привело к снижению санкцией в отношении фолов, желтых и красных карточек. Таким образом, можно увидеть, что на эффективность работы судей отрицательно влияет наличие наблюдателей, оценивающих их действия.
Следовательно, результат спортсмена и эффект, оказываемый на него аудиторией, зависит не только от вида спорта, но также от зрителей: «домашние», чужие (когда спортсмены выступают не у себя дома, на чужой территории), поддерживающие и оказывающие давление.

## Лечение
Методы лечения, используемые для подавления социального торможения, в первую очередь представляют собой психологические — ассертивные тренинги, введенные терапией. Эти методы лечения направлены на то, чтобы научить заторможенного человека выражать и отстаивать свои чувства, а не подавлять их. Обучение уверенности в себе является важной операцией для поведенческого терапевта, потому что оно может помочь с поведенческими проблемами, а также межличностной неадекватностью и тревогой у взрослых. В некоторых случаях этот тренинг может иметь другое название, потому что напористость иногда классифицируется как агрессия, поэтому его также можно назвать тренингом адекватного выражения.
Групповая терапия также используется в лечении с использованием уверенности в себе. Хедквист и Вейнхолд исследовали две стратегии группового консультирования с социально тревожными и неуверенными в себе студентами колледжей. Первая стратегия представляет собой группу репетиций поведения, целью которой является помощь участникам в обучении более эффективным реакциям в социальных ситуациях. Это должно было быть достигнуто путём репетиции нескольких сложных социальных ситуаций. Второй стратегией была социальная обучающая группа, цель которой была честность во всем; любое утаивающее поведение рассматривалось как нечестное. Ещё одно правило заключалось в том, что каждый человек должен был нести ответственность за всё, что он сказал. Результаты этого исследования показали, что обе стратегии значительно помогли справиться с тревогой и неуверенностью в себе.